# 雲林縣西螺鎮安定國民小學
雲林縣西螺鎮安定國民小學，簡稱安定國小，是位於台灣雲林縣西螺鎮的一所縣立國民小學。截至2023年8月設有國小普通班9班，資源班1班。目前有籃球、武術、田徑等校隊社團。曾於2008年獲選為雲林縣環境教育特優學校。

## 歷史
- 1946年 創校，校名訂為台南縣西螺鎮第五國民學校。
- 1968年 臺灣省政府教育廳實施九年國民義務教育，奉令改為雲林縣西螺鎮安定國民小學。

## 歷任校長
- 首  任：陳燈榶（1946年4月1日 ─ 1949年8月31日）
- 第二任：廖炎明（1949年9月2日 ─ 1959年9月1日）
- 第三任：朱明遠（1959年9月1日 ─ 1971年9月1日）
- 第四任：林從簡（1971年9月1日 ─ 1978年7月31日）
- 第五任：廖朱龍（1978年9月7日 ─ 1990年8月16日）
- 第六任：李弘毅（1990年8月29日 ─ 1996年2月1日）
- 第七任：蔡進富（1996年2月1日 ─ 2001年8月1日）
- 第八任：余達雄（2001年8月1日 ─ 2006年1月31日）
- 第九任：賴龍珊（2006年2月1日 ─ 2010年7月31日）
- 第十任：廖忠良（2010年8月1日 ─ 2011年7月31日）
- 第十一任：謝淑媒（2011年8月1日 ─ 2015年7月31日）
- 第十二任：洪孟真（2015年8月1日 ─ 2022年7月31日）
- 第十三任：黃錫培（2022年8月1日 ─ ）

## 學區
雲林縣西螺鎮的安定里、河南里、詔安里。

## 機關團體
- 安定社區發展協會
- 詔安聯合社區合作農場